# Památník obětem teroru v Izraeli
Památník obětem terorismu v Izraeli (hebrejsky אנדרטת חללי פעולות האיבה‎, andartat chalalej pe'ulot ha-ejva) je památník všem obětem terorismu v Izraeli od roku 1851. Památník je umístěn na Národním civilním hřbitově Státu Izrael na Herzlově hoře v Jeruzalémě. Památník obsahuje jména židovských i nežidovských obětí, které zahynuly v důsledku teroru.

## Galerie

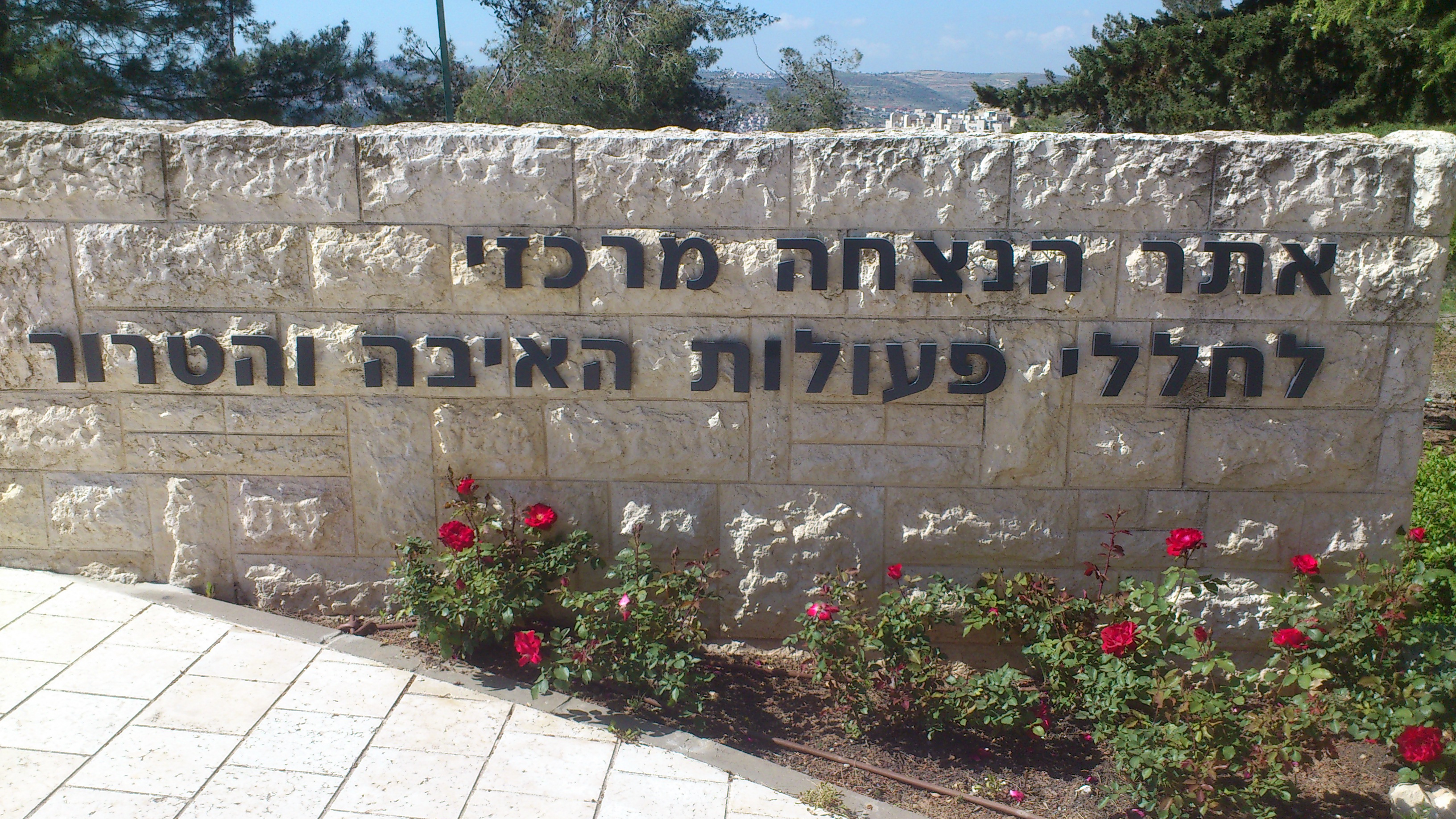
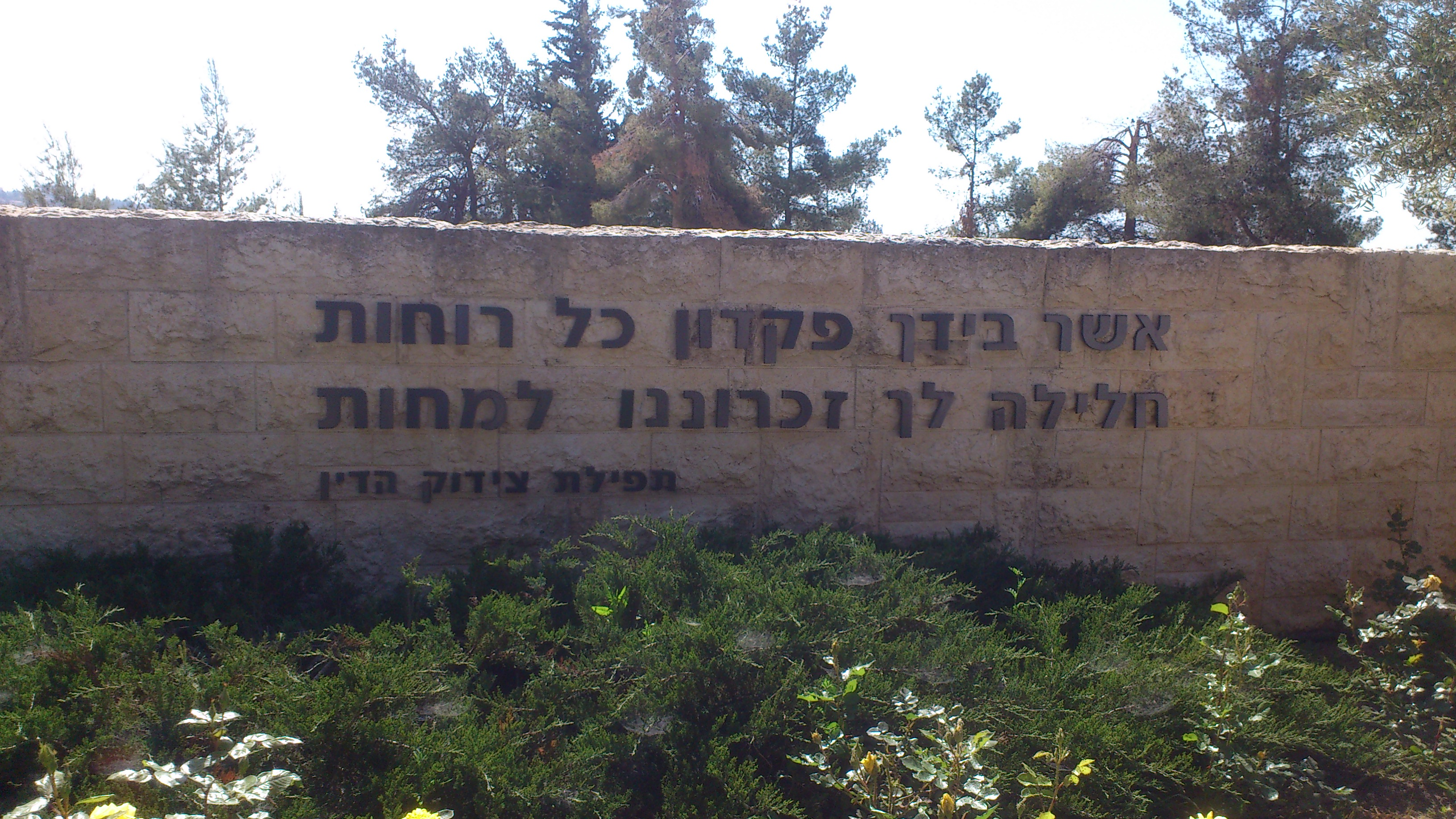
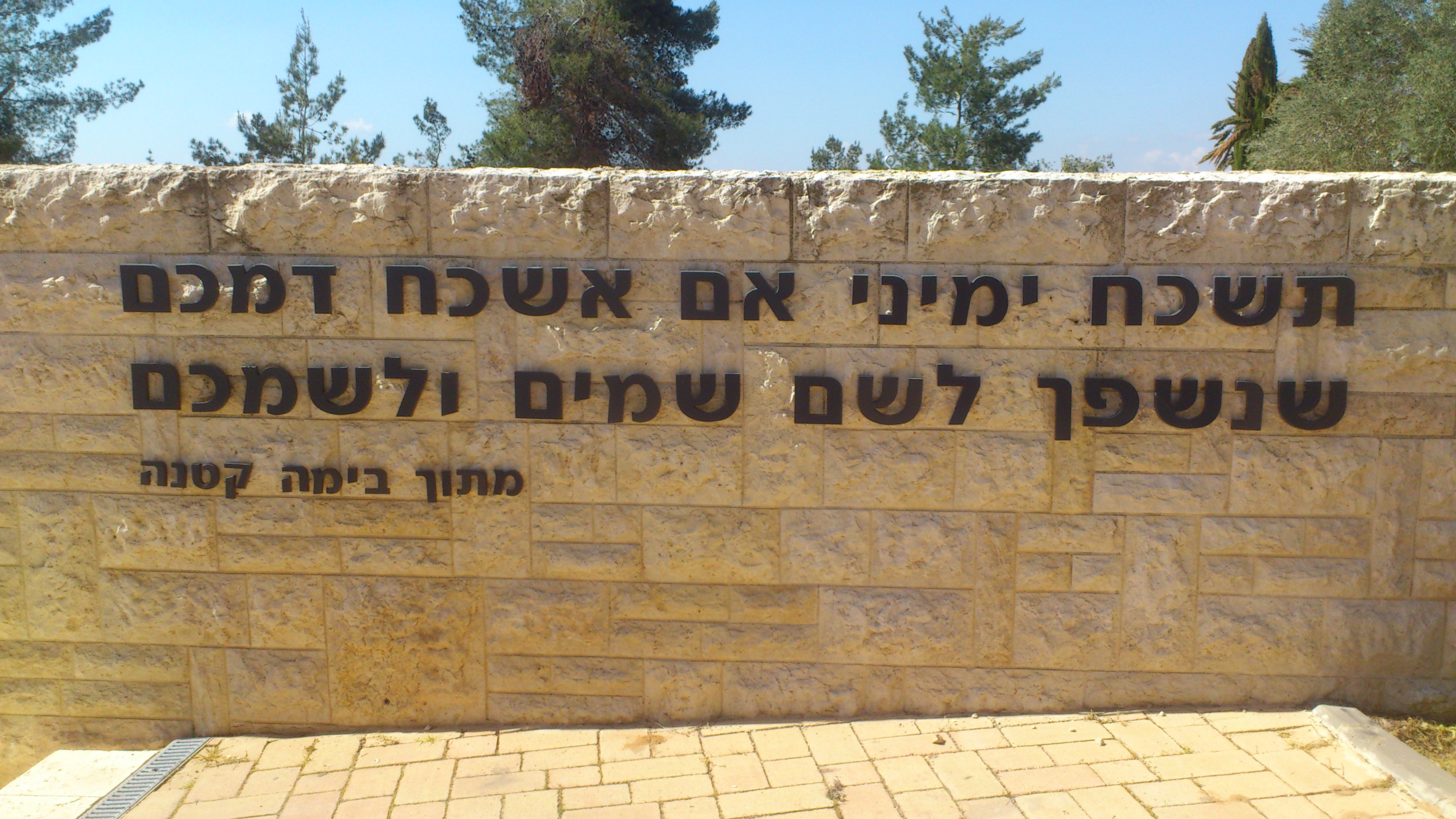
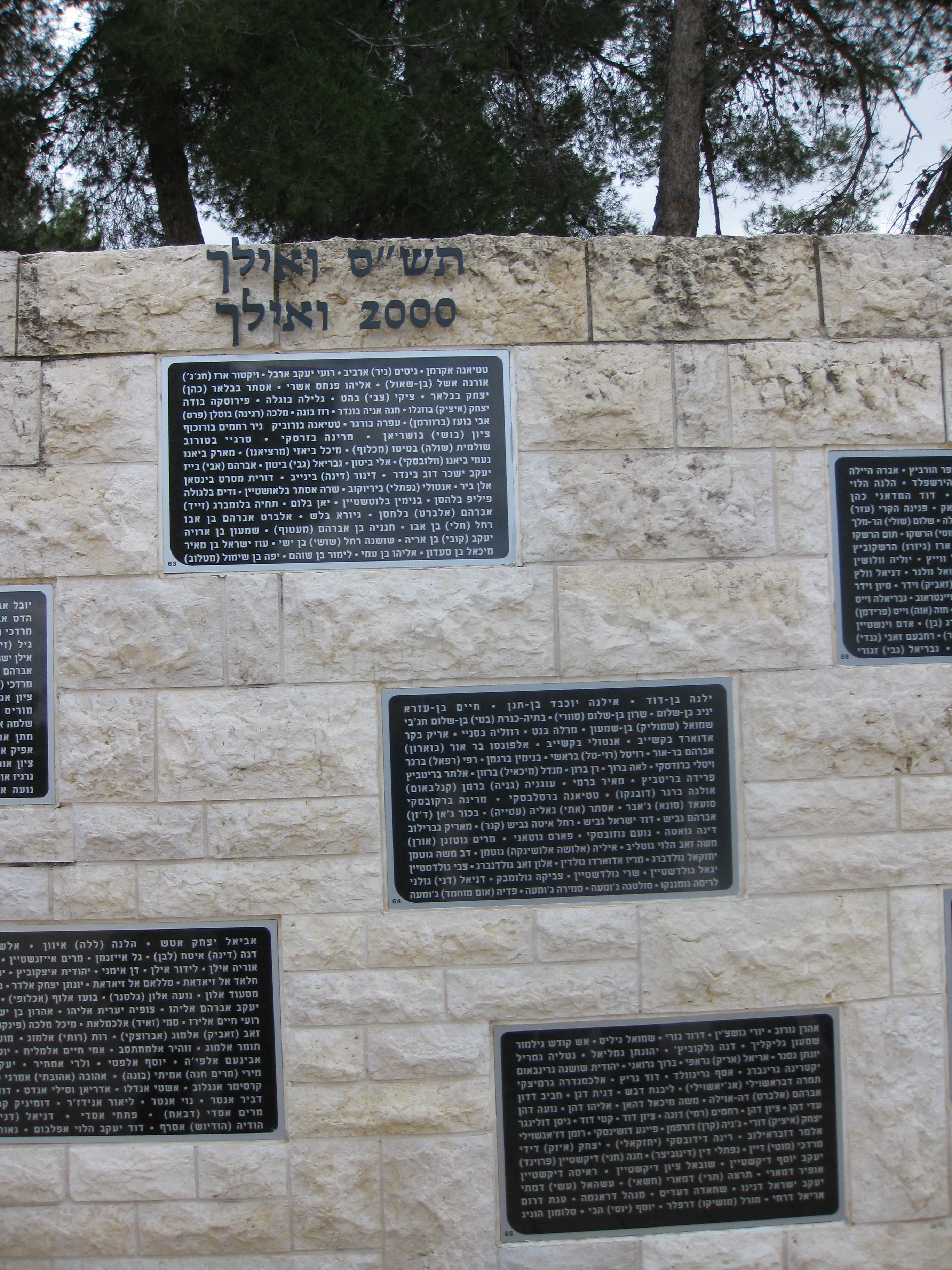
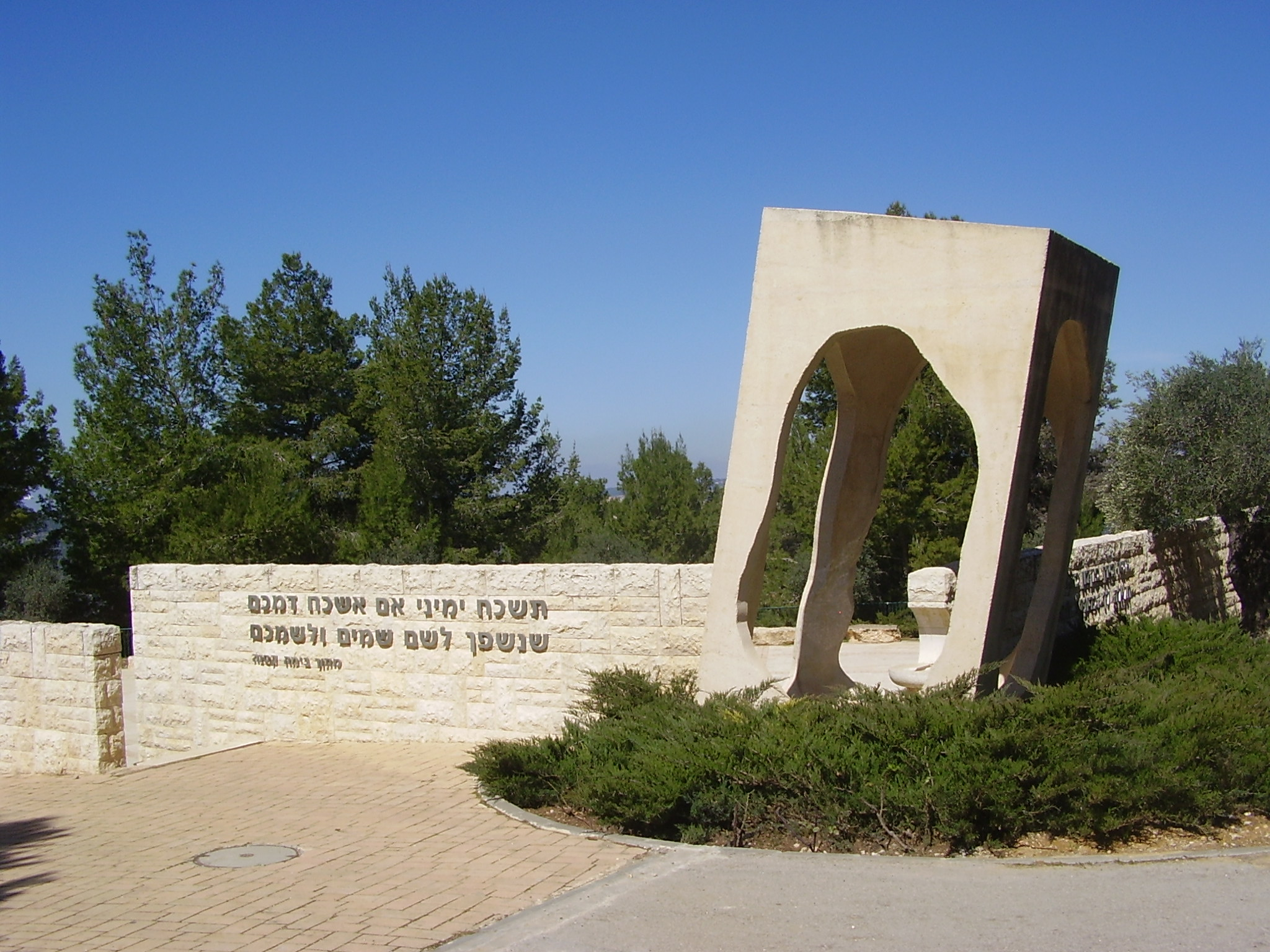